# Wojciech Śmieja
Wojciech Śmieja (ur. 15 września 1977 w Pszczynie) – wykładowca akademicki, reporter.

## Życiorys
Absolwent polonistyki na Uniwersytecie Śląskim w Katowicach – doktorat 2006, habilitacja 2016. Pracownik naukowo-dydaktyczny Instytutu Nauk o Literaturze Polskiej im. Ireneusza Opackiego Uniwersytetu Śląskiego. Pełnił funkcję dziekana Wydziału Humanistyczno-Społecznego Wyższej Szkoły Zarządzania Ochroną Pracy w Katowicach. Wykładał m.in. na Uniwersytecie Warszawskim (gender studies ISNS). Uczestniczył również w stażach i wizytach naukowych połączonych z wykładami na uniwersytetach w  Greifswaldzie (Niemcy) i Lille (Francja).  Mieszka we wsi Łąka w gminie Pszczyna.

## Zainteresowanie naukowe
Zainteresowania naukowe koncentrują się wokół ekspresji nienormatywnych seksualności w literaturze i szeroko pojętej sferze publicznej (gender i queer studies), a także sposobów kulturowego kształtowania norm męskości. Wynikiem prowadzonych badań są książki "Literatura, której nie ma. Szkice o polskiej “literaturze homoseksualnej” (Universitas 2010) i „Homoseksualność i polska nowoczesność. Szkice o teorii, historii i literaturze” (Wydawnictwo UŚ, 2015), „Hegemonia i trauma. Literatura wobec dominujących fikcji męskości” (Wydawnictwo IBL, 2016 w przygotowaniu).

## Reportaże
Zajmuje się reportażem. Jako reportera szczególnie interesuje go polska prowincja i sytuacja krajów postkomunistycznych, przebieg procesów globalizacyjnych w przestrzeni peryferiów. Autor zbioru reportaży zatytułowanych "Gorsze światy" wyd. Carta Blanca 2012. Współpracuje z "Polityką", "Nową Europą Wschodnią", "Poznaj świat", „n.p.m.” i in.
Pozostałe publikacje podróżnicze:
- “Mołdawia. Przewodnik turystyczny“ Wyd. Piątek Trzynastego 2007,
- “Polityka”, 6 sierpnia 2011, “Gorańca żal”,
- “Polityka”, 16 czerwca 2009 “Wszystko dla sera” tekst nagrodzony w konkursie wydawnictwa Pascal (2. m-ce) i Rumuńskiego Instytutu Kultury (1. m-ce),
- “Polityka”, 22 sierpnia 2010, “Zjednoczone kolory Kosowa”,
- “Polityka”, 12 lipca 2008, “Powab monacha”  o odrodzeniu mołdawskiego monastycyzmu,
- “Przegląd”, nr 37, 2009, “45 lat na walizkach”,  tekst o zatapianej wiosce Myscowa (Beskid Niski),
- “Przegląd” nr 29, 2009, “Macedończyk made in Poland”, tekst o zapomnianych losach polskich Macedończyków, ofiar paidomazomy,
- “Nowa Europa Wschodnia”, nr 3/4 2011, “Cierpki smak mołdawskiego wina”,  reportaż poświęcony społecznej, ekonomicznej i kulturowej roli wina w Mołdawii/Mołdowie,
- “Nowa Europa Wschodnia”, nr 1/2010, “Pocztówki z Białorusi”,
- “Nowa Europa Wschodnia”,  nr 6/2010 “Penelopy znad Prutu z kryzysem w tle”,
- “Gazeta Wyborcza“, 20. 04. 2010, “Podróże po Rosji. Półwysep Kolski”,
- “Gazeta Wyborcza“, 6.09. 2010, “Kosowo. Najmłodsze państwo w Europie”,
- “Gazeta Wyborcza“, 4.10.2010, “Podróże enologiczne – Mołdawia”,
- “Panorama Kultur”, tekst o Mokanicy, “marmaroskim ekspresie”,
- “n.p.m.”, czerwiec 2011, “Uważaj na pola minowe”, reportaż podróżniczy poświęcony górom Szar Płanina na pograniczu Kosowa, Albanii i Macedonii,
- “n.p.m.”, marzec 2010, “Nie taka chłodna Kola”, tekst o Chibinach, paśmie górskim na północy Rosji, do niedawna zamkniętej zonie
- “n.p.m”, marzec 2008, “Bałkańska Szwajcaria”, tekst o górach Macedonii,
- “Pogranicza” nr 1/2008, “Vukojebina. Notatki z podróży do kraju, którego już nie ma”, literacki reportaż śladami jugonostalgii w Macedonii (Galicnik).